# Tango z aniołem
Tango z aniołem – polski serial obyczajowy emitowany od 31 sierpnia 2005 do 15 lutego 2006 w telewizji Polsat oraz od 12 czerwca do 2 lipca 2008 w Polsacie 2. Zrealizowano 40 odcinków (z planowanych 54), lecz początkowo wyemitowano tylko 25. Pozostałe odcinki wyemitowano dwa lata później na antenie Polsatu 2. Serial został nakręcony między 18 kwietnia a 30 września 2005 we Wrocławiu.

## Opis fabuły
Serial opowiada historię siedmiu kobiet, których najbliżsi mężczyźni zginęli w tajemniczym wybuchu w centrum handlowym we Wrocławiu. Początkowo załamane, zaczynają się nawzajem wspierać i podejmują prywatne śledztwo w celu odkrycia kulis śmierci mężczyzn. Dochodzą do wniosku, że eksplozja i ofiary nie były przypadkowe...

## Obsada
- Agnieszka Szymańska – Ewa Telega
- Wiktoria Adasiewicz – Anna Dereszowska
- Ewa Rynwid – Izabela Kuna
- Zuzia Wojnar – Hanna Konarowska
- Natalia Zajdlewicz – Anna Grycewicz
- Kama Jarczyńska – Magdalena Boczarska
- Julia Traczyńska – Joanna Gleń
- Maja Brzozowska – Magdalena Kuźniewska
- Anka – Katarzyna Galica
- Maks Pawelec – Piotr Gąsowski
- Miron Góralczyk – Bartosz Woźny
- Rafał Brzozowski – Wojciech Mecwaldowski
- Kostek Liwski – Marcin Perchuć
- Michał Petersen – Tomasz Gęsikowski
- Filip Gans – Sambor Czarnota
- Dr Błaszczyński – Przemysław Dąbrowski
- Jeremiasz Kulczycki – Adam Krawczuk
- Kwiryn – Rafał Rutkowski
- Marcel – Maciej Wierzbicki
- Beatriz Moro – Anna Iberszer
- Wert – Witold Dębicki
- Aldona – Małgorzata Lipmann
- Babcia Zosia – Halina Piechowska
- Roman Barczyk – Paweł Królikowski
- Barbara – Halina Śmiela-Jacobson
- Sylwia Janke-Traczyńska – Ewa Paszke
- Kora Brzozowska – Patrycja Śmiglewska
- Sara Brzozowska – Agata Szafrańska
- Antek Szymański – Przemysław Feliński
- Franek Szymański – Kamil Klier
- Wajs – Piotr Borowski
- Przytulski – Jan Blecki
- Ks. Hubert – Jerzy Mularczyk
- Oficer ABW – Jacek Grondowy
- Oficer ABW – Robert Dudzik
- Matka Natalii – Anna Kramarczyk
- Ojciec Julii – Marcin Rogoziński
- Jan Małecki vel Andrzej Nowak – Borys Szyc
- Wojtek Szymański – Jarosław Domin
- Mikołaj Brzozowski – Rafał Królikowski
- Maciek Knapp – Marcin Kwaśny
- Krzysztof Traczyński – Krzysztof Stelmaszyk
- Adaś Petersen – Igor Bejnarowicz
- Szmeterling – Leon Niemczyk
- Hektor Kamieniecki – Grzegorz Małecki
- Osoba wywołująca wybuch – Bartłomiej Firlet
- Sprzedawca – Daniel Wieleba
- Właścicielka mieszkania – Renata Pałys

i inni

## Bohaterowie[potrzebnyprzypis]
- Agnieszka Szymańska – Agnieszka pracuje jako redaktor naczelna jednego z najbardziej znanych we Wrocławiu dzienników – „Echa Wrocławia”. Ma dwóch synów: Antka (Przemysław Feliński) i Franka (Kamil Klier). W wybuchu w centrum handlowym we Wrocławiu ginie jej mąż – Wojtek (Jarosław Domin), z którym chciała się rozwieść. Stara się ustalić przyczyny wybuchu w centrum handlowym.

- Wiktoria Adasiewicz – Wiktoria pracuje jako sekretarka w biurze posła Romana Barczyka (Paweł Królikowski). Jest zrozpaczona, gdy w wybuchu w centrum handlowym we Wrocławiu ginie jej narzeczony – Jan Małecki (Borys Szyc). Odchodzi z pracy po tym jak poseł Barczyk zaczyna się do niej zalecać. Nową pracę znajduje w redakcji gazety „Echa Wrocławia” kierowanej przez Agnieszkę Szymańską (Ewa Telega).

- Ewa Rynwid – Ewa zarabia na życie jako wróżka. Kładzie swoim klientom karty Tarota. Przez długi czas nie może otrząsnąć się z szoku jakim jest dla niej śmierć jej jedynego syna – Adasia Petersena (Igor Bejnarowicz).

- Zuzia Wojnar – Zuzia jest młodą, bawiącą się życiem dziewczyną. Jej życie zmienia się, gdy unika śmierci w wybuchu w centrum handlowym we Wrocławiu. Powoli odkrywa, że nie jest zwykłym człowiekiem. Posiada zdolności jakich nie posiadają inni ludzie. Staje się obiektem zainteresowania psychologów i naukowców.

- Natalia Zajdlewicz – Natalia studiuje aktorstwo. Przygotowuje sięm do ślubu ze swoim narzeczonym – Maćkiem Knappem (Marcin Kwaśny). Jej plany krzyżuje wybuch w centrum handlowym we Wrocławiu, w którym to ginie Maciek. Załamana śmiercią narzeczonego dziewczyna szybko odkrywa, że nie wiedziała wszystkiego o Maćku.

- Kama Jarczyńska – Kama jest pracownicą korporacji reklamowej. Spotyka się z Maćkiem Knappem. Jest załamana gdy chłopak traci życie w wybuchu w centrum handlowym we Wrocławiu. Zaprzyjaźnia się z Natalią Zajdlewicz (Anna Grycewicz), której narzeczony zginął w tych samych okolicznościach co Maciek. Jest w szoku, gdy odkrywa, że narzeczonym Natalii był właśnie jej chłopak.

- Julia Traczyńska – Julia zarabia na życie jako malarka. Odzyskuje siły po długim i wyczerpującym leczeniu nowotworu, którego u niej wykryto kilka lat temu. Załamuje się, gdy w wybuchu w centrum handlowym we Wrocławiu ginie jej mąż – Krzysztof Traczyński (Krzysztof Stelmaszyk). Dziewczyna traci jednak nie tylko męża. Musi oddać swój dom mafii, u której Krzysztof był bardzo zadłużony i pierwszej żonie Krzysztofa – Sylwii Janke-Traczyńskiej (Ewa Paszke). Zamieszkuje w mieszkaniu dwóch przyjaciółek – Kamy Jarczyńskiej (Magdalena Boczarska) i Natalii Zajdlewicz.

- Maja Brzozowska – Maja pracuje jako biolog-filmowiec. Jest szczęśliwą żoną i matką dwójki dzieci. Właśnie spodziewa się trzeciego dziecka. Jej uporządkowany świat ulega degradacji, gdy w wybuchu w centrum handlowym we Wrocławiu ginie jej mąż – Mikołaj Brzozowski (Rafał Królikowski). Tragedia ta wywołuje u niej przedwczesny poród. Kobieta rodzi synka – Mikołajka. Nadal jest jednak załamana śmiercią męża. Po stracie męża na duchu starają się ją podnieść brat Mikołaja – Rafał (Wojciech Mecwaldowski) oraz najbliżsi przyjaciele. Kobieta podejmuje pracę w redakcji gazety „Echa Wrocławia”, gdzie zaczyna się nią interesować jeden z dziennikarzy – Kostek Liwski (Marcin Perchuć).

- Anka – Anka jest najlepszą przyjaciółką Wiktorii Adasiewicz (Anna Dereszowska). Ich relacje ulegają pogorszeniu, gdy Wiktoria niesłusznie posądza Ankę o romans z jej narzeczonym – Janem Małeckim. Anka próbuje udowodnić przyjaciółce, że ją i Jana nic nie łączy. Współpracuje w tym celu z Agnieszką Szymańską. Razem próbują ustalić kim naprawdę był narzeczony Wiktorii – Jan.

- Maks Pawelec – Maks pracuje jako dziennikarz w „Tygodniku Dolnośląskim”. Jest przyjacielem Agnieszki i Wojtka Szymańskich. Po śmierci Wojtka stara się wraz z Agnieszką zbadać przyczyny wybuchu w centrum handlowym we Wrocławiu. Jest bez wzajemności zakochany w Agnieszce.

- Miron Góralczyk – Miron pracuje jako policjant. Wraz ze swoim przełożonym – inspektorem Wertem (Witold Dębicki) bada przyczyny wybuchu w centrum handlowym we Wrocławiu. Zakochuje się w Wiktorii Adasiewicz. Wie kim był Jan Małecki, lecz nie może nikomu tego zdradzić. Jeśli to zrobi, zginie z rąk oficerów ABW.

- Rafał Brzozowski – Rafał jest bratem Mikołaja Brzozowskiego – zmarłego w wybuchu w centrum handlowym we Wrocławiu męża Mai (Magdalena Kuźniewska). Pomaga Mai w opiece nad jej dziećmi. Znajduje pracę w straży pożarnej. Zakochuje się w Kamie Jarczyńskiej.

- Kostek Liwski – Kostek pracuje jako dziennikarz w redakcji gazety „Echa Wrocławia”. Stara się poderwać Wiktorię Adasiewicz, ale ta nie zwraca na niego uwagi. Wobec tego zaczyna spotykać się z Mają Brzozowską.

- Michał Petersen – Michał jest światowej sławy pianistą. W młodości porzucił dla kariery żonę – Ewę (Izabela Kuna) i synka – Adasia. Po śmierci Adasia przyjeżdża do Wrocławia i stara się uzyskać przebaczenie Ewy. Żałuje, że kiedyś porzucił żonę oraz syna i wyjechał z kraju.

- Filip Gans – Filip jest prawnikiem. Świadczy swe usługi gangsterowi Jeremiaszowi Kulczyckiemu (Adam Krawczuk). Zakochuje się w Julii Traczyńskiej (Joanna Gleń). Ta jednak traktuje go bardzo chłodno i ozięble. Gans stara się pomagać Julii w różnych sprawach.

## Tytuły odcinków
- 1. Przepowiednia
- 2. Przed Burzą
- 3. Wybuch
- 4. Na Komisariacie
- 5. Pytania Bez Odpowiedzi
- 6. W Gąszczu Niejasności
- 7. Osaczone
- 8. Prawda Czy Fałsz
- 9. Pożegnanie
- 10. Podejrzenia

- 11. Spotkanie
- 12. Linia Życia
- 13. Zauroczenie
- 14. Musimy Trzymać Się Razem
- 15. Wernisaż
- 16. Wizje i Urojenia
- 17. Nie Powinno Tak Być
- 18. Ucho Tygrysa
- 19. Toksyczne Odwiedziny
- 20. Wstrząs

- 21. W Pajęczynie Hipotez
- 22. Uśmiech Proszę
- 23. Zupełnie Niemożliwe
- 24. Każdy Jest Księżycem
- 25. Dzień, Którego Nie ma
- 26. Drugie Dno
- 27. Dwugłowy Pies
- 28. Proszę Być Dobrej Myśli
- 29. Musisz Żyć
- 30. Niezgoda Na Przeznaczenie

- 31. Podobno jesteś aniołem
- 32. Wołanie stamtąd
- 33. Ja już się nie boję
- 34. Zabawa w zagadki
- 35. Błogosławieństwo niewiedzy
- 36. Przejście
- 37. Mapa innego świata
- 38. Nic nie jest naprawdę
- 39. Równi bogom
- 40. Ósmy obwód

## Zakończenie emisji
2 lipca 2008 na antenie stacji Polsat 2 został wyemitowany ostatni wyprodukowany odcinek serialu. W zamierzeniu twórców miały powstać 54 odcinki. Ostatni wyprodukowany odcinek „Ósmy obwód” stał się ostatnim odcinkiem całego serialu, mimo że nie zostały w nim zamknięte wszystkie wątki serialu, a nawet pojawiły się nowe. Odcinek ten kończy się sugestią scenarzystów, że być może jeden z nieżyjących już bohaterów serialu – Maciek Knapp (Marcin Kwaśny) nie zginął w wybuchu w centrum handlowym we Wrocławiu i nadal żyje.